# Ольховка (Добрянский район)
Ольховка — посёлок в Добрянском районе Пермского края. Входит в состав Висимского сельского поселения.

## Географическое положение
Посёлок расположен на берегу Камского водохранилища, к югу от залива Большой Висим, примерно в 1 км к северо-востоку от административного центра поселения, села Висим. Расстояние до центра района, города Добрянка, составляет около 32 км.

## Население
| 2010 |
| ---- |
| 107  |

## Улицы
- Клубная ул.
- Лесная ул.
- Набережная ул.
- Октябрьская ул.
- Рабочая ул.
- Революции ул.
- Сплавная ул.

## Топографические карты
- Лист карты O-40-41 Чермоз. Масштаб: 1 : 100 000. Состояние местности на 1982 год. Издание 1988 г.